# Château de Droizy
Le château de Droizy est un ancien château fort, de la première moitié du XIIe siècle avec une surélévation du donjon au XIVe siècle, qui se dresse sur la commune de Droizy dans le département de l'Aisne en région Hauts-de-France.

## Situation
Le château de Droizy est situé dans le département français de l'Aisne sur la commune de Droizy, sur une butte, près de l'église en partie romane qu'il domine.

## Historique
Le donjon est érigé dans la première moitié du XIIe siècle par Robert de Droizy, et transformé en ferme au XVIe siècle.
L'architecte et auteur Louis Bachoud acheta en 1980 le monument, classé depuis 1995 au titre des Monuments historiques, mais tombé en ruine. La restauration des remparts, des bâtiments d’habitat et de stockage telle que proposée par Louis Bachoud fut acceptée en 1997 par la Commission des Monuments historiques. La rénovation du donjon demanda la médiation de l’inspecteur général Mouton qui accepta la solution soumise par Louis Bachoud d’un toit en verre à la tour et la conservation à l’identique des parements, avec ajout d’un escalier hélicoïdal intérieur permettant au public l’accès au chemin de ronde.
En 1996, à la demande et sur dossier de Louis Bachoud, les éléments suivants ont été classés au titre des Monuments historiques : l'ouvrage d'accès au donjon datant du XIVe siècle, avec sa porte ; vestiges de la porte fortifiée à l'est de l'enceinte ; murs d'enceinte et de soutènement, à l'exception des parties classées ; sols archéologiques du château médiéval font l'objet d'une inscription par arrêté du 15 mars 1995 ; et le donjon du XIIe siècle. Les murs d'enceinte et de soutènement au sud et à l'est de l'enclos castral ont fait l'objet d'un classement par arrêté du 3 mars 1997.

## Description
Au XXIe siècle, il ne subsiste du château qu'un donjon cylindrique du XIVe siècle qui se dressait à l'origine à l'intérieur d'une grande enceinte quadrangulaire. Un escalier rampant dans l'épaisseur du mur en dessert les quatre niveaux voûtés. On accède à ce donjon par une porte, que défend un assommoir, percé au premier niveau du côté est. Le donjon s'éclaire par des fenêtres en tiers-point qui s'ouvrent au troisième niveau. Quatre échauguettes sur culot et ouvertes en leurs centres formant bretèche en hérissent le sommet. Lui sont accolées, au sud, des latrines qui ont pris place dans un appendice rectangulaire. Subsistent également des débris de logis.